# Motoneige
Ne doit pas être confondu avec Autoneige.
Vous lisez un « article de qualité » labellisé en 2007.
Une motoneige (également appelée scooter des neiges en France et, par antonomase, Ski-Doo au Québec, habituellement écrit skidoo (marque déposée par BRP) est un petit véhicule motorisé, mû à l'aide d'une ou deux chenilles, et équipé de skis pour la direction. Elle ne nécessite ni route, ni piste. Conçue pour un usage utilitaire ou de loisir, elle est alors utilisée pour la randonnée dans les régions urbanisées du sud des pays nordiques. Son développement au cours du XXe siècle a considérablement modifié les déplacements dans les régions arctiques en remplaçant les moyens de transport traditionnels tels que les traîneaux à chiens ou à rennes en augmentant grandement la mobilité des populations concernées. Un pilote de motoneige ou une personne pratiquant ce sport est un motoneigiste.

## Description

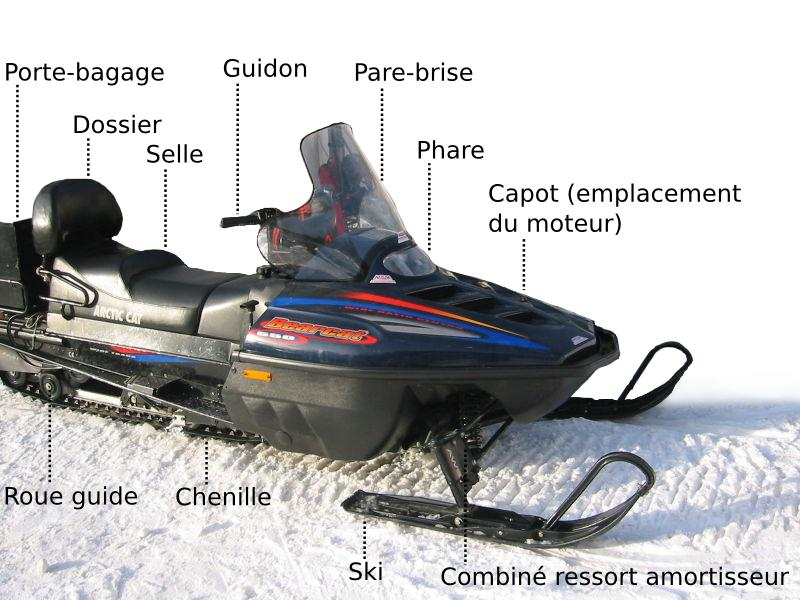
Photo détaillée des différents éléments d'une motoneige.

Une motoneige a la forme d'un traîneau équipé à l'avant de skis pour la direction et d'une chenille comme système de propulsion sous la partie arrière. Les motoneiges sont propulsées par des moteurs à deux temps refroidis à air ou à eau. Avec l'augmentation de la cylindrée, ils sont progressivement remplacés par des moteurs à quatre temps à refroidissement liquide, nettement moins polluants,,,. Cependant, les moteurs à deux temps qui sont toujours commercialisés ont été améliorés pour réduire les émissions polluantes, notamment en remplaçant les carburateurs par des systèmes d’injection d'essence,,,.
La cylindrée des moteurs proposés aux randonneurs, d'un à quatre cylindres, varie de 250 à 1 500 cm3. En 2007, la moyenne des modèles, selon les sites de différents constructeurs, se situe entre 600 et 1 000 cm3,. Les moteurs utilisés pour les courses (drag), plus puissants, peuvent atteindre 600 ch, donnant des vitesses de pointe de 200 km/h en moins de cinq secondes avec des cylindrées de plus de 2 500 cm3. Ces grosses cylindrées sont proposées par certains constructeurs au public.
La transmission automatique est à variation continue avec courroie trapézoïdale et poulies variables (poulie motrice à embrayage centrifuge et poulie menée sensible au couple),,. Certains modèles sont dotés également d'une boîte de vitesses permettant la marche arrière et parfois aussi de changer le rapport final de la transmission, surtout dans le cas de motoneiges conçues pour le travail. Sur les modèles à moteur deux temps, la marche arrière se fait électroniquement en inversant le sens de rotation du moteur,.
Le système de freinage est généralement composé d'un frein à disque,, qui peut ralentir ou bloquer la rotation de la chenille selon le besoin. L'étrier est actionné soit mécaniquement (à l'aide d'un câble d'acier) ou hydrauliquement, comme c'est le cas sur la plupart des motocyclettes. Sur certains modèles, l'étrier de frein est refroidi par liquide. Le levier du frein est situé sur la poignée gauche du guidon et le levier d'accélérateur sur la poignée de droite.
La suspension avant, qui était originellement à lames, est maintenant généralement à double bras en A avec amortisseur au centre d'un ressort hélicoïdal (jambe de force). Les suspensions avant télescopiques ont été utilisées par de nombreux manufacturiers dont Yamaha (style train avant d'avion) et Bombardier qui produit toujours une motoneige utilitaire avec ce type de suspension avant. La suspension arrière à bogies (roues en tandem sur axe central) introduite par Bombardier a été utilisée jusqu'en 1970 pour être graduellement remplacée par la suspension à glissières où la chenille glisse sur 2 rails munis de glissières en plastique. La suspension arrière à glissières est habituellement composée d'un chassis trapézoïdal avec deux jambes de forces en tandem ; la jambe arrière est souvent remplacée par des ressorts à torsion. Certaines motoneiges plus sophistiquées ou de compétition ont des suspensions plus élaborées.

## Histoire

### Aéroglisseurs sur neige

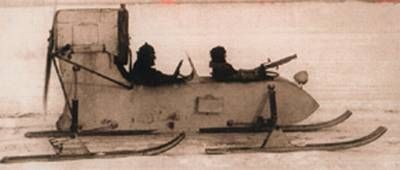
Le RF-8, un petit modèle datant de la Seconde Guerre mondiale.

Le premier brevet américain visant à protéger les droits de l’inventeur d’une machine pouvant se déplacer au sol grâce à la force d’une hélice arrière fut accordé à James McDuff, de New York, le 26 novembre 1901, soit deux ans avant l'utilisation des hélices lors du vol historique des frères Wright.
Vers 1910, Igor Sikorsky, qui deviendra plus tard un pionnier des hélicoptères, fabrique son «aerosani», un aéroglisseur équipé d’un moteur Anzani de dix chevaux (Alessandro Anzani : pionnier des moteurs en étoile). L'aerosani est un véhicule léger fait de contreplaqués, monté sur des skis et muni à l'avant d'un moteur et d'une hélice d'avion[réf. souhaitée]. L'armée russe a développé des modèles militaires qui ont été utilisés pendant les deux guerres mondiales.
D’autres brevets suivront tels que : Karl E. Lorch (The Lorch Snowplane - 1928), John Fudge (The Fudge Snow Sedan - 1929), Paul Strom (The Strom Snowplane - 1930), J. A. Davreux (The Davreux Snowplane), Fred Mansoff et la compagnie Trail-A-Sled. En 1922, la première réalisation de J.-Armand est un aéroglisseur construit avec un moteur de Ford T jugé irréparable par le propriétaire original.
Ces véhicules, principalement employés sur des lacs gelés, sont inutilisables sur les terrains en pente et dans la neige poudreuse.

### Autoneige

#### Les pionniers

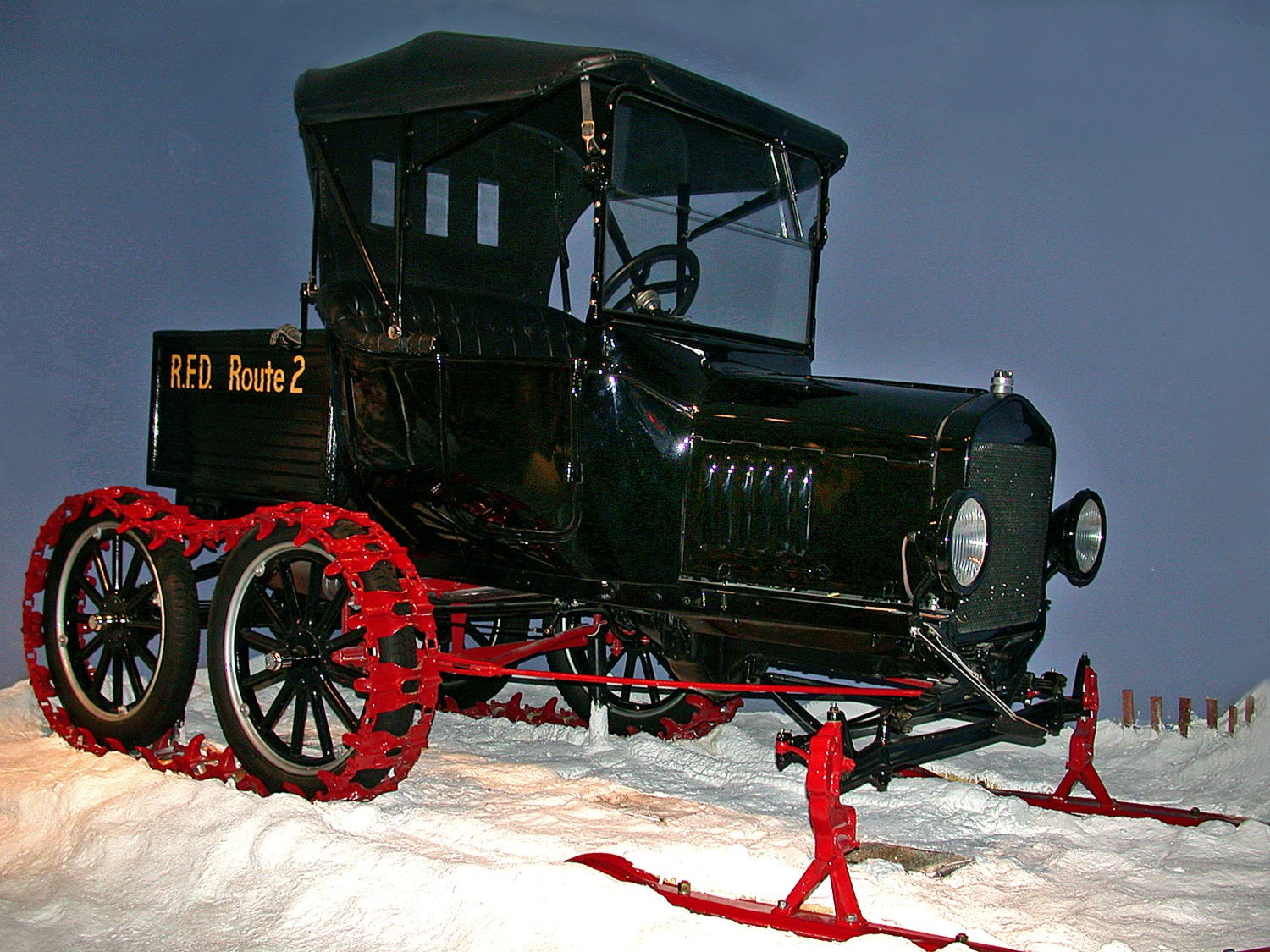
Ford modèle T avec « snowmobile attachment ».

En 1910, le Français Adolphe Kégresse invente une chenille souple et transforme plusieurs automobiles de luxe pour le tsar Nicolas II. Aux États-Unis, la popularité des automobiles Ford, incite plusieurs constructeurs à les modifier pour leur permettre de rouler sur la neige en hiver. En 1913, Virgil D. White, transforme une automobile en semi-chenillé. En 1917, il obtient un brevet pour une trousse de conversion de modèle Ford T qui inclut un essieu libre, deux roues additionnelles, les chenilles (de style patins d'acier reliés par mailles carrées) et les skis.
À l'hiver 1919-1920, le Québécois Adalbert Landry, assisté de son mécanicien en chef Antoine Morissette, met au point une autoneige dont le train chenillé s'apparente à celui de Kégresse. Le 8 décembre 1922, Landry parcourt 40 km entre Mont-Joli et Rimouski. Il fait breveter son invention en 1923 au Canada et aux États-Unis. En janvier 1924, Landry se rend à Montréal (577 km) en conduisant un de ses modèles qu'il présente à l'Exposition annuelle d'automobile. Sur une photo d'un journal de l'époque le nom « l'autoneige Landry » est peint sur la portière. De 1924 à 1948, une centaine de véhicules sont modifiés, principalement des camions pour l'industrie forestière.
En 1935, Tucker invente une chenille d'acier qui tourne autour d'un ponton (comme les premiers chars d'assaut) et fabrique le Sno-Cycle à trois skis et trois passagers assis au-dessus de la chenille. Il poursuit la recherche et, en 1938, il fabrique un semi-chenillé appelé Sno-Cat (à deux chenilles et deux skis avant). La manœuvrabilité étant très limitée par la direction primitive à essieu pivotant et à skis sans suspension, Tucker continue le développement. En 1948, le Sno-cat est muni de quatre chenilles lorsque Tucker invente le premier véhicule à chenilles, avec servo-direction articulée qui est encore fabriqué (avec des chenilles de caoutchouc).

#### Autoneige Bombardier

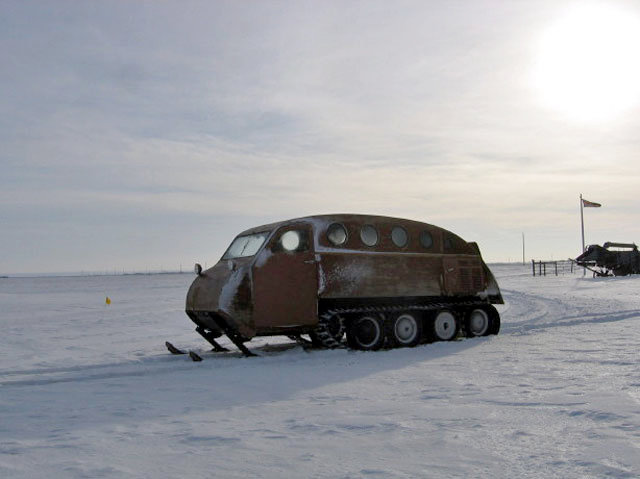
Autoneige B-12 de Bombardier.

Joseph-Armand Bombardier, de Valcourt au Québec, a l'idée de faciliter les déplacements durant la période hivernale à la suite de la perte d'un fils qu'il n'avait pu emmener à temps à l'hôpital ; il rêvait d'équiper les habitants des zones rurales de l'équivalent sur la neige d'une automobile individuelle. Après avoir expérimenté avec un aéroglisseur et la modification d'automobiles, il invente en 1935 la chenille à patins d'acier embouti fixés transversalement à des courroies de convoyeur et entrainée par un barbotin recouvert de caoutchouc pour réduire les vibrations, avec un train chenillé de roues sur pneumatique. En 1936, il dépose une demande de brevet qui est émis le 29 juin 1937 (brevet canadien no 367104). Durant l'hiver 1936-1937,, il vend ses premières autoneiges B7 (B pour Bombardier et 7 pour sept passagers). Ce système de traction accroît instantanément l'efficacité des autoneiges Bombardier par rapport aux autres véhicules à chenilles de métal de l'époque. Le B7 est un succès qui ne satisfait pas pour autant son inventeur ; en 1941, il met au point une autoneige plus spacieuse et plus aérodynamique, le B-12 pouvant accueillir 12 passagers (plutôt à l'étroit par rapport aux normes d'aujourd'hui).
Pendant la Seconde Guerre mondiale, il conçoit le B-1 qui est une version renforcée du B-12 avec espacement des chenilles plus large pour répondre aux demandes des militaires (1942) ainsi qu'une chenillette blindée avec chenilles deux fois plus larges, le Mark I. Après la guerre, le C-18 est une version civile du B-1 à cabine plus large, qui sert d'ambulances, d'autobus scolaires et de moyens de transport local en hiver en zone rurale, aux côtés de la série des B-12. Vers 1949, l'entrée en vigueur d'une loi québécoise obligeant les municipalités à déneiger leurs routes met un terme à ce créneau de vente. Les Industries Bombardier se tournent alors vers le travail en forêt et produisent de grosses chenillettes de transport. Plus tard, elles produisent des véhicules qui servent à damer les pistes de ski et des appareils plus petits comme les chasse-neige de trottoirs.

### Motoneige

#### Eliason/Four Wheel Drive

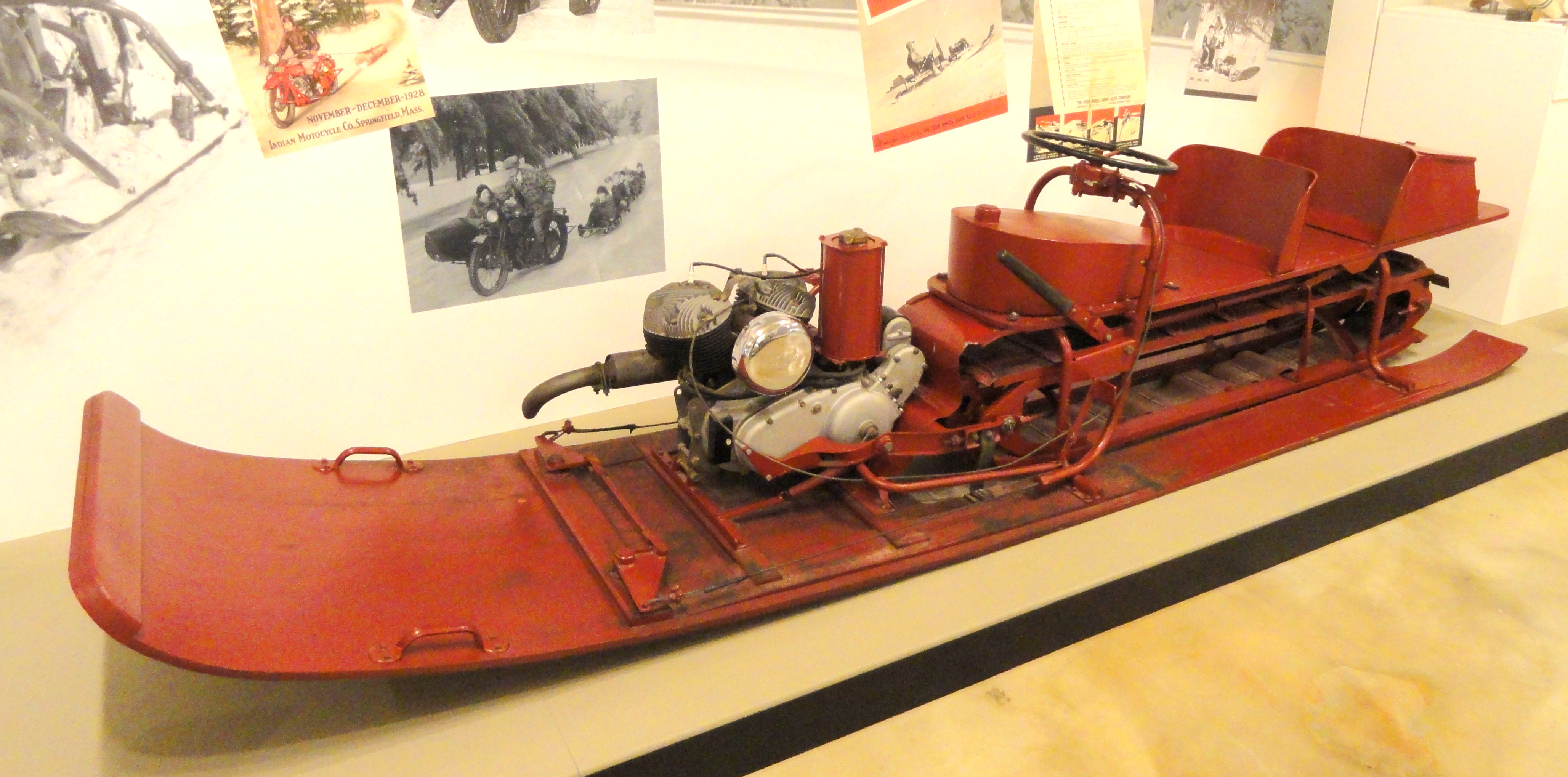
1941 Modèle D, Four Wheel Drive Auto Co.

L'histoire de sa production est le fruit d’un long travail de recherche réunissant plusieurs inventeurs. En 1924, Carl Eliason construit (à Sayner, Wisconsin) son premier motor toboggan avec un moteur Johnson de hors-bord de 2½ ch qui n'a pas d'embrayage (il faut relever la chenille pour le démarrage) et entraîne par chaîne un système de traction rudimentaire composé de barreaux en bois espacés, fixés à deux étroites bandes de toile qui roulait sur deux longues chaînes. Deux skis situés sous l'avant du traineau assurent la direction qui demeurera toujours problématique. En 1927, il reçoit le brevet pour son toboggan et commence à en fabriquer quelques-uns par année. Rapidement, il remplace la motorisation par un moteur 2 cylindres de motocyclette avec transmission intégrée : d'abord un moteur 12 ch d'Excelsior (dont la production cesse en 1931), puis un moteur Indian 25 ch. Quelques unités sont aussi fabriquées avec un moteur 4 cylindres Henderson, monté à l'arrière (le conducteur debout derrière le moteur). De 1924 à 1941, Eliason fabrique environ 40 traineaux motorisés dont le modèle évolue continuellement. En 1941, il vend les droits de production au fabricant de camions FWD (four wheel drive). En 1947, FWD transfert la production à Kitchener (Ontario, Canada). En 1950, un modèle radicalement différent est développé, le K-10 qui est plus petit, plus léger, muni d'un moteur à l'arrière, d'une direction efficace et surtout, d'une transmission automatique à courroie en V et poulies variables de Salsbury. En 1953, le modèle devient le K-12 avec un moteur plus puissant. Plus de 300 unités sont fabriquées jusqu'en 1963, dont 150 achetées en 1942 par l’armée américaine mais qui ne voient pas le front européen, contrairement aux autoneiges blindées de Bombardier. Après l'expiration des brevets détenus par FWD, quelques manufacturiers vont s'inspirer du K-12 à moteur arrière,,,.

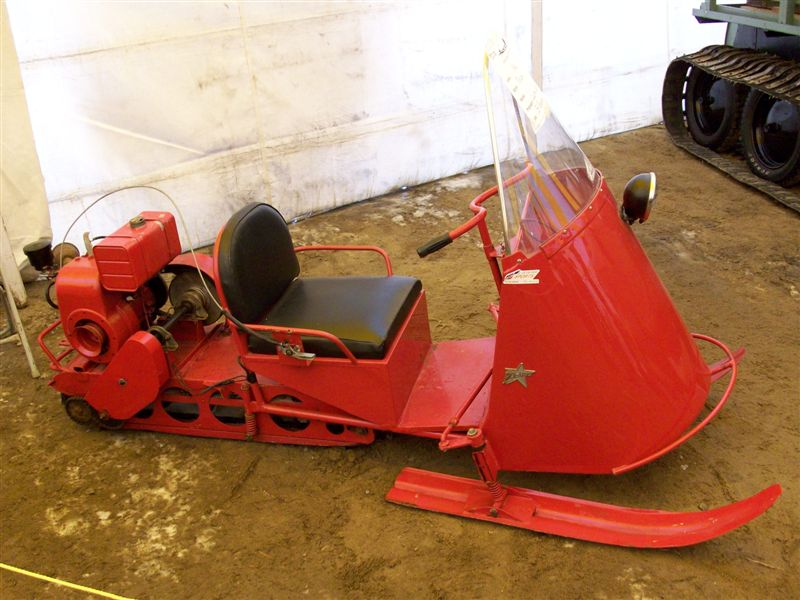
Sno-Taveler 1963 de Polaris.

Durant les années 1950, plusieurs constructeurs produisent leur version de toboggan motorisé destinées à quelques particuliers. Ce sont des véhicules lourds, mus par des moteurs quatre temps et des chenilles rudimentaires de style « Eliason » qui ne servent qu'à la propulsion, la portance étant assurée par les skis latéraux. Le Polaris Super Mountaineer Sno-Taveler de 1965 pèse 653 kg. L'entreprise Polaris, située à Roseau dans le Minnesota, est la pionnière et la seule à produire en série ces véhicules qui sont surtout utilisés pour la livraison du courrier dans certaines zones rurales. Polaris Industries est le nouveau nom donné, en 1954, à la compagnie Heteen Hoist & Derrick Co fondée en 1946 par Edgar Heteen et David Johnson. En 1961, Heteen quitte Polaris pour fonder Arctic Cat.
Le Manitoba est une terre de prédilection pour ces machines avec les Artic-Glider (Charles Hastman et Freddie Peitsch, 1955-1957, fabrique 14 unités), Autoboggan (H. C. Paul, 1957-1966, plus de 1 000 unités fabriquées par Polaris), Power Toboggan (Bosak, 1950-1965, environ 70 unités), Huski-Mobile et Motor Toboggan (Peter Leschasin, 1958-1964, 9 unités). Ces traîneaux motorisés, lourds et peu maniables, peuvent être utilisés sur la neige durcie par le vent des Prairies canadiennes et du Midwest américain mais ne peuvent avancer dans la neige poudreuse de l'est du continent.

#### J. Armand Bombardier

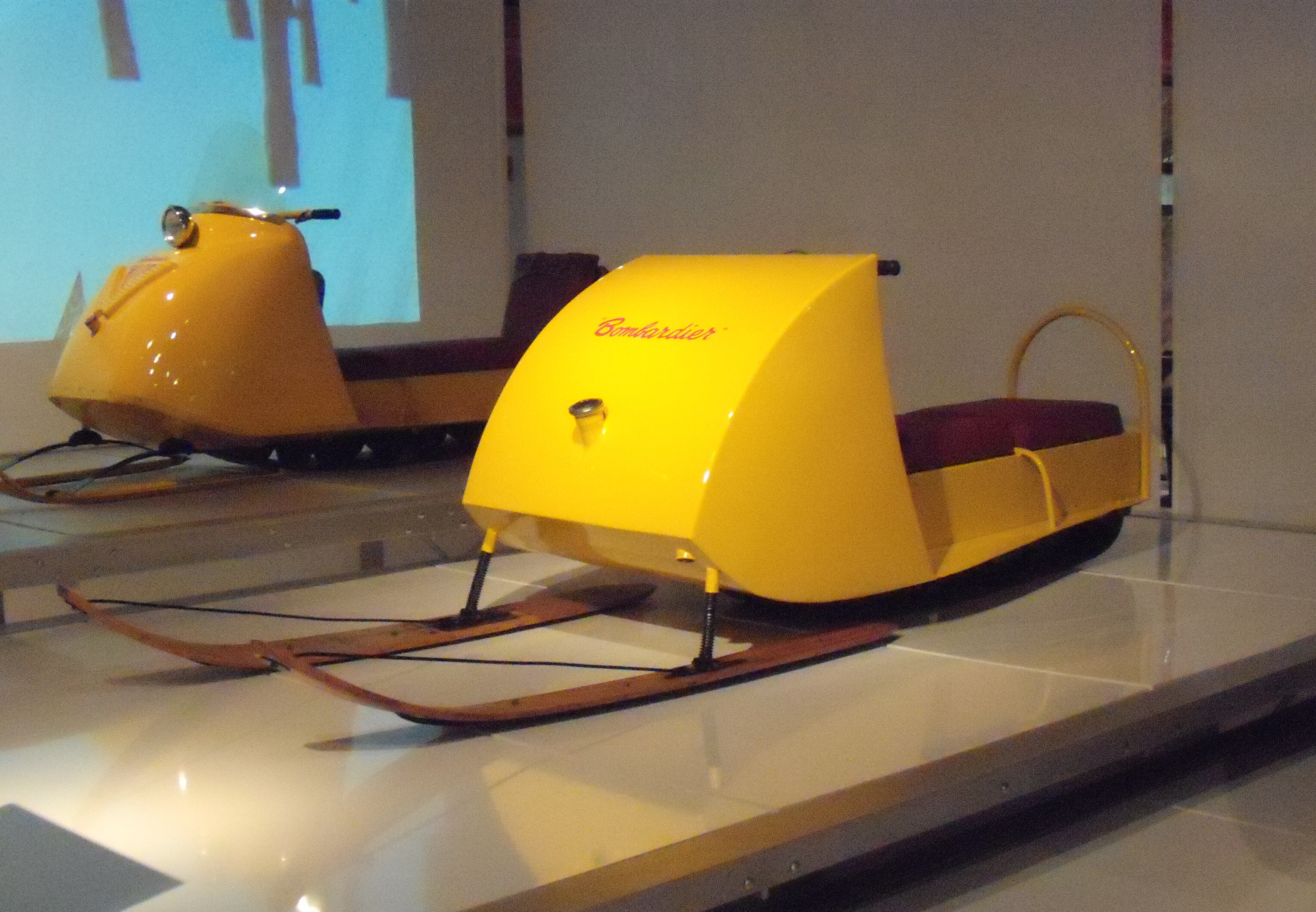
Ski-Doo 1959 et, en arrière-plan, un 1965.

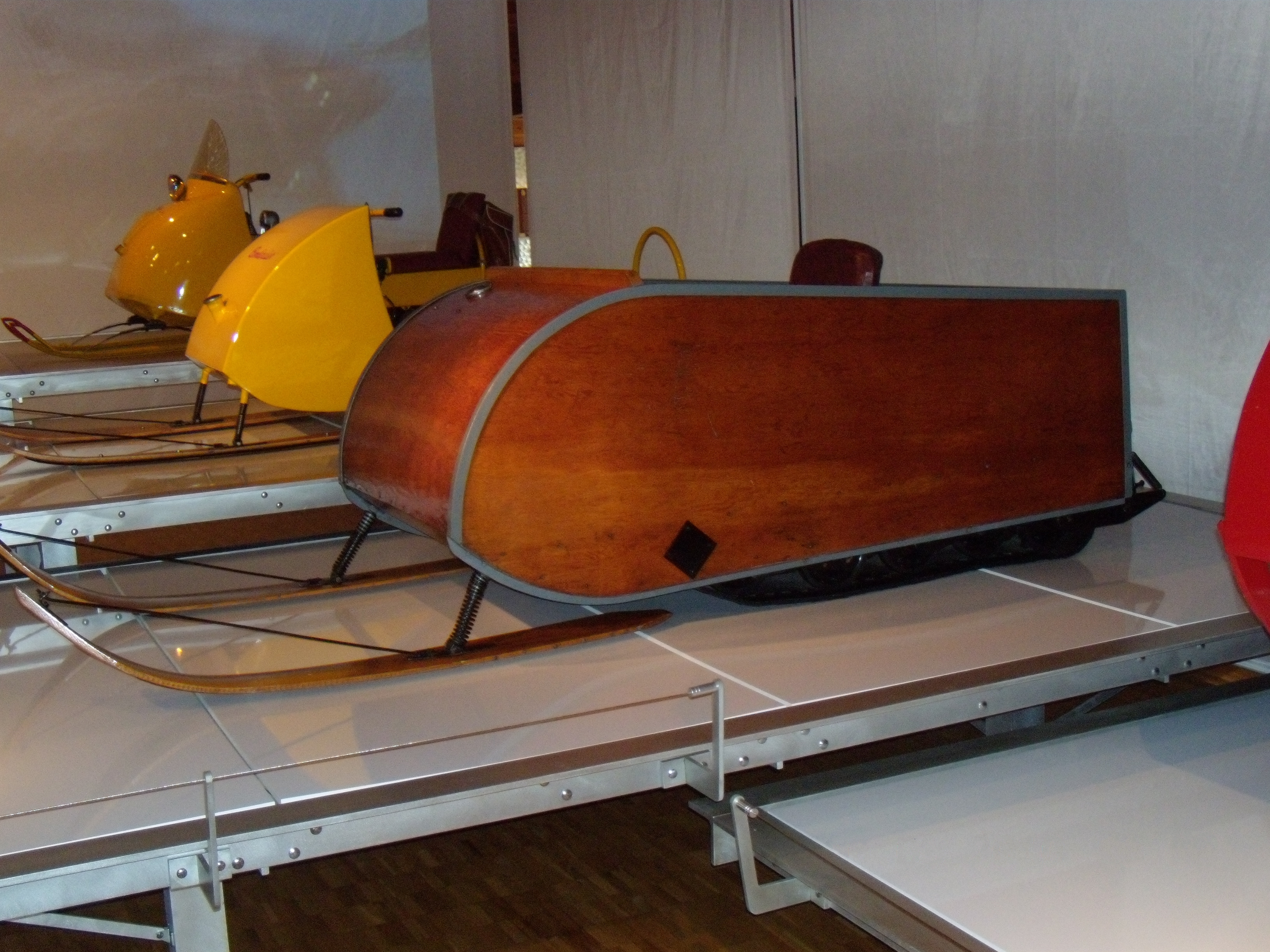
Prototype Bombardier 1958

La motoneige telle qu'on la connaît aujourd'hui fut développée par Bombardier à la fin des années 1950 ; elle comporte une chenille à grande portance (moulée en caoutchouc avec tiges de renfort interne et des orifices qui permettent l'entraînement par engrenage à dents caoutchoutées), un châssis léger en tôle emboutie, un moteur d'aluminium léger à l'avant, des suspensions avant et arrière, une transmission automatique à poulies variables. Avec l'invention d'une chenille sans fin révolutionnaire, conçue et brevetée par son fils Germain, Bombardier fabrique trois prototypes de motoneige avec carrosserie en bois en 1958: le premier, de style boîte de chaussure, avec un ski et une barre de direction, le deuxième avec deux skis et guidon de direction et le troisième avec cabine raccourcie laissant les marchepieds à l'air libre. En 1959, il commercialise sous le nom de Ski-Doo (sur le devant de la carrosserie) sa nouvelle invention avec une carrosserie en tôle d'acier ; les années suivantes, le nom apparaît dans un triangle. Cette motoneige devait originellement s'appeler ski dog, mais le « g » mal imprimé dans le texte envoyé à la société de publicité s'est transformé en « o » dans la campagne publicitaire,.
Le véhicule est destiné à une clientèle de missionnaires, de trappeurs, de prospecteurs, d'arpenteurs et d'autres personnes appelées à se déplacer sur la neige dans les régions isolées. Mais le grand succès se révèle auprès des sportifs et des amateurs de randonnées, un marché de véhicule récréatif qui lui ouvrira les portes de la production de masse. La popularité du Ski-Doo amène plus de 200 compétiteurs dans le marché qui rivaliseront de développements techniques. Une des plus curieuses motoneiges produites fut la Larven par Lenko de Östersund en Suède. Ce modèle, produit des années 1960 à la fin des années 1980, se caractérisait par ses petites dimensions avec un moteur central sur lequel le pilote s'asseyait et conduisait avec des skis fixés aux pieds.

## Production

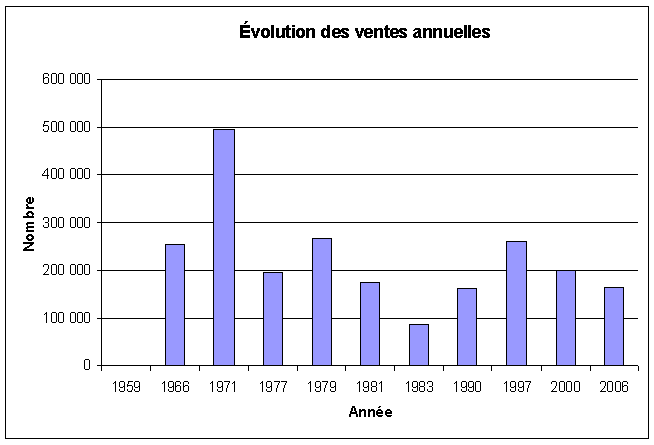
Données : International Snowmobile Manufacturers Association.

Le nombre de manufacturiers de motoneige a sensiblement évolué depuis ses débuts. En 1959, Bombardier vend 225 unités et l'engouement pour le Ski-Doo est rapide durant les années 1960, une période prospère où la classe moyenne migre vers les banlieues, découvre les loisirs et l'automobile. Plusieurs compagnies concurrentes se forment et des multinationales créent des divisions pour produire des motoneiges. En 1971, on compte cent compagnies différentes qui vendent 495 000 motoneiges,, un record à l'époque. Le premier choc pétrolier de 1973 porte un coup de massue à cet enthousiasme. La vente diminue de plus de la moitié pour n'être que de 195 000 en 1977 ; et le nombre de producteurs tombe à six. La maturation du marché, les récessions économiques, le second choc pétrolier, les changements d'habitudes des consommateurs, les hivers plus doux et l'offre d'autres activités hivernales ont produit un ralentissement dans la vente des motoneiges. On ne compte plus maintenant que quatre manufacturiers importants, :
- Arctic Cat de Thief River Falls au Minnesota ;
- Bombardier Produits récréatifs (BRP) de Valcourt, Québec ;
- Polaris Industries de Medina au Minnesota ;
- Yamaha Motor Corporation, dont la filiale de motoneiges est à Cypress en Californie.

Et quelques manufacturiers spécialisés comme :
- Alpina S.R.L. de Vicence, Italie, qui fabrique des motoneiges de travail à double chenille ;
- AD Boivin Design Inc. de Lévis (Québec) qui fabrique des hybrides motoneige-motomarine-motocyclette tout-terrain[37],[38].

En 2015, il se vendait encore 150 713 motoneiges à travers le monde mais en 2024, il s'en est vendu 112 650 avec un hiver doux, les trois quarts en Amérique du Nord,. Le reste s'est vendu essentiellement en Scandinavie. Les ventes des véhicules et des équipements connexes (casques, vêtements, remorques, etc.) ont rapporté 28,6 milliards d'USD, donnant de l'emploi à 85 000 personnes dans la production, la vente et le service. En 2006, on comptait plus de 2,5 millions de propriétaires enregistrés dans le monde avec les états américains du Michigan (374 522), du Minnesota (278 886) et du Wisconsin (215 758) ainsi que les provinces canadiennes du Québec (169 000) et de l'Ontario (168 000) ayant le plus de motoneigistes.

## Utilisations
Selon un sondage de l’Association internationale des manufacturiers de motoneige (ISMA) fait auprès des consommateurs, près de 80 % des utilisateurs de motoneige l'utilisent pour faire de la randonnée, alors qu'environ 20 % l'utilisent pour le travail, la chasse ou la pêche blanche. La course et les expéditions complètent les autres utilisations possibles de ce véhicule des neiges.

### Loisirs

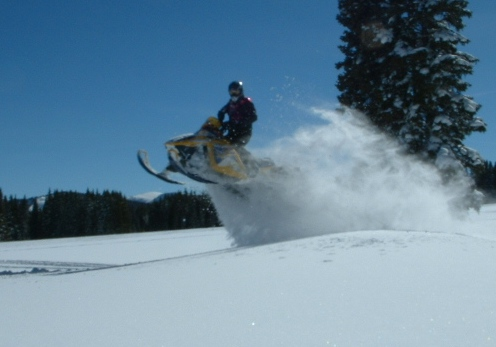
Un Ski-Doo Bombardier XRS 800 cm³ sautant une dune de neige.

Les premières motoneiges connaissent un succès immédiat dans la région de Valcourt (l'Estrie) au Québec. Les ventes se multiplient dans toute la province et aux provinces environnantes comme l'Ontario et le Nouveau-Brunswick ainsi qu'aux États américains du Nord.
Conçues à l'origine pour le transport utilitaire, ce sont surtout les randonneurs qui font l'acquisition de ces machines. Dès le début des années 1960, les premiers clubs de motoneige se forment. Ce sont d'abord des regroupements en général très peu structurés, puis, dès 1962, les premiers clubs avec charte et l'Association canadienne de l'autoneige (ACAN) sont créés. En 1968, on assiste à la fondation du Conseil international de la motoneige (ISC) qui regroupe les fédérations de motoneigistes du Canada et des États-Unis.
Les premiers adeptes de la motoneige ont été séduits par la liberté de déplacement à travers champs et forêts mais bientôt les propriétaires riverains, notamment les fermiers, se plaignent des dégâts faits à leurs clôtures et terrains, ainsi que du bruit. Les clubs et les fabricants de motoneiges commencent à promouvoir l'aménagement de sentiers consacrés à la pratique de la motoneige. En 1971, Bombardier lance l'Opération Sentiers de Ski-Doo en proposant des surfaceuses à prix de rabais. Les clubs s'entendent avec les propriétaires intéressés pour obtenir des droits de passage généralement gratuits (notamment au Québec) et s'équipent pour entretenir les sentiers. Ils se financent en vendant des droits de passage aux motoneigiste et dans plusieurs juridictions, reçoivent des redevances sur les droits d'immatriculation par les provinces et les États.
Un grand nombre de sentiers à travers le Canada et les États-Unis seront finalement reliés entre eux pour former de véritables réseaux qui traversent ces pays d'ouest en est et du nord au sud. Le sentier trans-canadien date de 1998 mais fut précédé de nombreuses sections dans chacune des provinces et territoires. En 2011, selon un décompte fait par l’ISMA à partir des données fournies par les différents gouvernements des provinces canadiennes et États américains, il y avait un total d'environ 400 000 kilomètres (225 000 milles) de sentiers entretenus en Amérique du Nord. Un grand nombre empruntent les voies de chemin de fer désaffectées, tracés idéaux pour les pistes cyclables en été et la motoneige en hiver.
Les motoneigistes, comme les automobilistes, se classent en plusieurs sous-groupes : les promeneurs du dimanche, les casse-cou, les collectionneurs et les adeptes de la modification mécanique. Ces pratiquants représentent une importante ressource économique pour plusieurs régions avec leurs dépenses en équipement, en hébergement et en restauration. L'association des manufacturiers estime qu'une motoneige coûte en moyenne 9 000 USD (en 2006) et roule 1 600 kilomètres par saison. Son propriétaire dépense annuellement 4 000 USD pour ses sorties, dont sept à huit nuits à l'hôtel ou au motel.
Un grand nombre de motoneigistes vont parcourir de grandes distances avec leur propre motoneige ou en louer une, afin de découvrir de nouveaux paysages. La motoneige constitue l'une des attractions hivernales favorites parmi les touristes européens au Canada, en particulier la randonnée à motoneige ou l'expédition de plusieurs jours pour découvrir une région et il en est de même en Scandinavie : la motoneige devient un outil de promotion touristique de premier plan.

### Transport

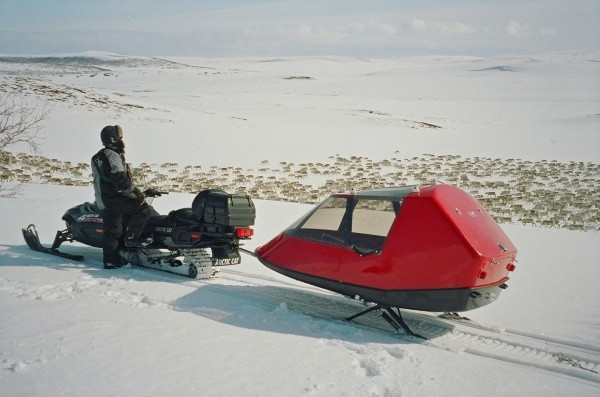
Berger de rennes en motoneige.

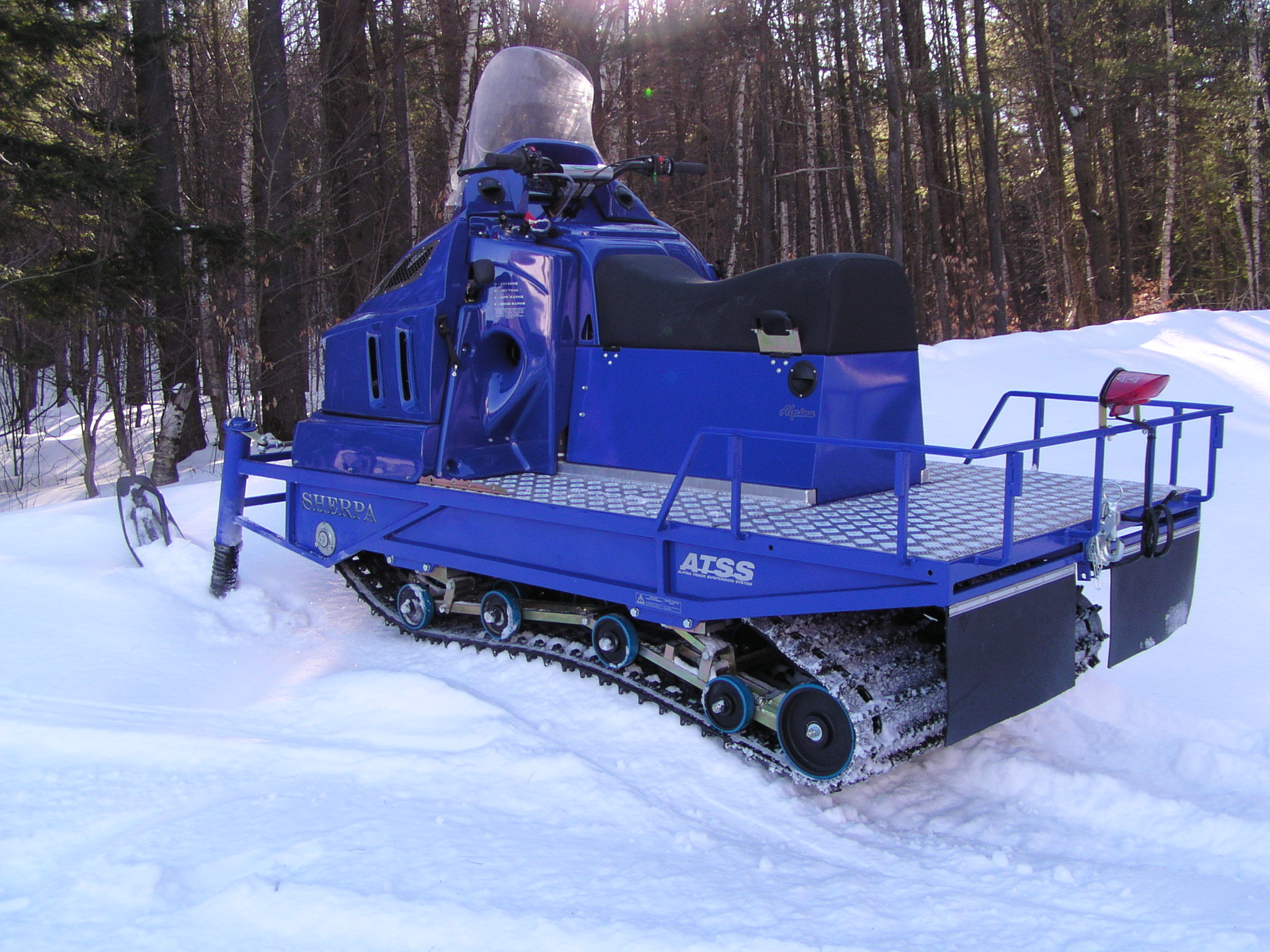
Motoneige Alpina à double chenille pour le travail en centre de ski.

Dans les zones isolées nordiques, la motoneige est devenue le moyen de transport privilégié en hiver. L'absence de route rend difficile l'accès par d'autres moyens et la rapidité de la motoneige a supplanté le traditionnel traîneau à chiens dans bien des régions. Elle est autant utilisée par des communautés autochtones, comme les Inuits et les Samis, que par les autres communautés dans les régions plus isolées géographiquement.
Sur les domaines skiables, on voit les pisteurs-secouristes (patrouilleurs de ski au Québec) et le personnel des stations se déplacer sur ces véhicules très polyvalents qui peuvent affronter des pentes abruptes. Ils servent notamment au transport des blessés, par traction des civières, et à la recherche des skieurs égarés hors des pistes. Des motoneiges plus puissantes vont être utilisées par les hôtels, les restaurants et les refuges en montagne, à proximité des stations de ski, pour le transport des clients et visiteurs. Des remorques légères sur skis peuvent être attelées pour le ravitaillement des postes isolés en montagne. La compagnie Alpina S.R.L., entre autres, fabrique en Italie des motoneiges à deux chenilles spécialisées pour ce travail.

#### Expéditions polaires
La motoneige est devenue le moyen de locomotion dans les bases de recherche de l'Antarctique et des expéditions arctiques. L'Américain Ralph Plaisted, un agent d'assurances du Minnesota, organisa la première expédition visant à atteindre le pôle Nord par voie terrestre depuis Robert Peary (1909) et Frederick Cook (1908). En 1966, il obtint l'autorisation du gouvernement canadien de tenter le pôle à partir d'Eureka, dans le Nunavut. En avril 1967, son expédition partit avec dix motoneiges Ski-Doo fournies par Bombardier pour atteindre la position 83° 50′ nord, soit à environ 600 kilomètres de son objectif, en raison des conditions météorologiques,.
L'année suivante, il tenta à nouveau sa chance avec de nouvelles motoneiges plus puissantes, des Ski-Doo SUPER Olympique 300 cm3, avec une traction améliorée sur la glace grâce aux crampons de fer à l’intérieur des chenilles de caoutchouc. Plaisted est commandité par Bombardier, le réseau de télévision américain CBS, l'armée canadienne et plusieurs autres groupes d'intérêts canadiens et américains. Il choisit ses coéquipiers en fonction de leurs compétences, dont Gerry Pitzl (navigateur), Walt Pederson (ingénieur mécanique) et Jean-Luc Bombardier, neveu de Joseph-Armand Bombardier (technicien et éclaireur).
Ils s'envolent de Montréal vers l'île de Ward Hunt, juste au nord de l'Île d'Ellesmere, soit plus au nord que son départ précédent. Ils partent sur les glaces de l'Océan Arctique le 7 mars 1968. Ils doivent affronter des froids extrêmes, des crêtes de glace de plus de 12 mètres de hauteur et des crevasses qu'ils doivent contourner. Ils arrivent finalement à leur but le 19 avril à 15 h, après un périple de 1 330 kilomètres. Un avion de la United States Air Force les survole et confirme leur position. Plaisted affirme même que son expédition est vraiment la première à atteindre le pôle Nord par la voie terrestre, compte tenu du doute qui persiste sur la position atteinte lors des précédents voyages de Perry et Cook.

#### Route blanche
Dans la région de la Basse-Côte-Nord au Québec, la Route blanche est un sentier de motoneige balisé et entretenu chaque hiver par le ministère des Transports et de la Mobilité durable. En l'absence d’un réseau routier, la Route blanche constitue durant l'hiver le seul lien terrestre continu entre les villages isolés de la région, de Kegaska à Blanc-Sablon, sur une distance d’environ 500 kilomètres. Sa praticabilité dépend fortement des conditions climatiques, notamment du manteau neigeux et de l'épaisseur de la glace, ce qui la rend particulièrement vulnérable aux impacts des changements climatiques. La Route blanche n’a pas été ouverte dans son entièreté depuis l'hiver 2022.

### Compétitions

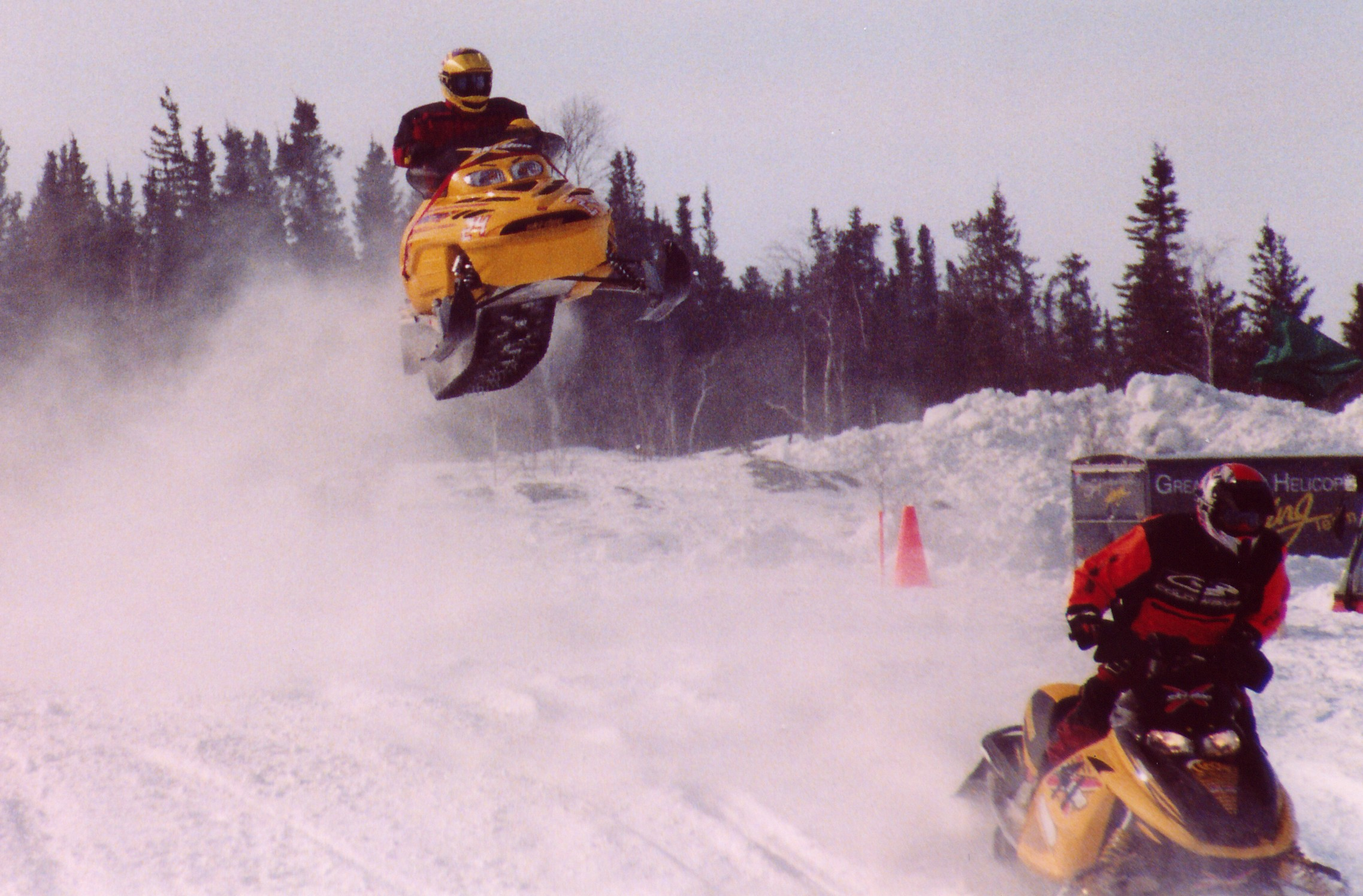
Course de snocross.

La compétition en motoneige débute lorsque les premiers motoneigistes veulent rivaliser d'adresse et se lancent des défis entre amis. Dès l'apparition des premiers clubs de motoneiges, des courses sont organisées au niveau local, de façon plutôt spontanée. Le succès de ses courses et la forte rivalité entre les très nombreux constructeurs sont à l'origine de compétitions nationales et internationales.
Dès le milieu des années 1960, les constructeurs les commanditent[pas clair], produisent des modèles spécialement pour ces courses et parrainent des équipes afin d'augmenter les ventes. Il y a création de catégories selon la cylindrée et le type de course : courses de vitesse, de cross, etc. Pour la sécurité des participants, une réglementation voit le jour en Amérique du Nord qui distingue amateurs et professionnels. En Amérique du Nord, certains champions deviennent aussi célèbres que les pilotes de Formule 1 en sport automobile.
La première crise du pétrole freine l'expansion du réseau de courses dont le nombre va se stabiliser. Les constructeurs se raréfient, les commanditaires diminuent mais les courses demeurent encore populaires. Les équipes d'usine sont remplacées par des coureurs propriétaires qui doivent chercher des commanditaires[pas clair] au cours des années 1970 et 1980. Les fabricants, quant à eux, trouvent néanmoins dans les courses un motif pour poursuivre leurs activités de recherche et de développement sans avoir à investir autant d'argent. Les machines évoluent en termes d'aérodynamisme avec un profil plus bas, des moteurs plus puissants et des améliorations techniques. Dans les années 1990, les sports extrêmes font leur apparition et la motoneige n'échappe pas à ce phénomène et la vitesse devient le facteur prédominant : les motoneiges récentes peuvent atteindre désormais des vitesses de 200 km/h, voire 260 km/h pour les modèles de compétition.

#### Types de course
Les courses d'hiver sont :
1. Course sur piste ovale : épreuve historique, lorsque les compétitions se déroulaient sur des lacs gelés. D'abord sur neige durcie, elle se fait depuis les années 1970 sur glace. La piste est longue d'environ un kilomètre et l'on doit faire un nombre déterminé de tours. La course sur piste ovale la plus connue est celle d’Eagle River dans le Wisconsin[52] ;
2. Cross-country : elle date de la même époque et consiste en un parcours aménagé à travers bois et champs enneigés. La fiabilité est le facteur le plus important de ces compétitions. La plus connue est l’International 500[Note 2] qui part de Winnipeg (Manitoba, Canada) et se termine à Saint Paul (Minnesota) (États-Unis). Elle s'est parfois courue dans le sens inverse[53] ;
3. Course de montagne : comme son nom l'indique, le parcours s'effectue sur terrain accidenté non aménagé avec des pentes raides, de la neige profonde et des zones de glace. Les machines doivent être robustes, rapides et coller à la piste : la technique du pilote est primordiale. Les championnats du monde se déroulent à Jackson Hole dans le Wyoming (États-Unis) ;
4. Course d’accélération : sur une piste droite d'une longueur déterminée en neige durcie ou de glace, le pilote doit réaliser le temps le plus rapide, départ arrêté. Les machines atteignent plus de 1 000 cm3 et 230 ch et sont classées selon leur puissance et leurs modifications. Une catégorie dite « ouverte », regroupe toutes les machines ayant fait l'objet de modifications particulières. Les plus connues sont le World Series of Ice Drags et la Minocqua Ice Drags ;
5. Course de relais : ce type d'épreuve s’apparente à un raid automobile. Les concurrents s'affrontent sur un parcours non aménagé en pleine nature, sur de longues distances, par étapes. L’une des plus prestigieuses est le raid Harricana (« long chemin » en algonquin), au Québec. Il s’agit d’un raid de plus de 2 000 kilomètres. L’idée fut lancée en 1988 par le Français Nicolas Hulot et son compatriote René Metge, l’un des vainqueurs du Paris-Dakar. Le premier raid Harricana a eu lieu en 1990, de Montréal à Radisson (Baie James)[54] ;
6. Course de snocross : c'est une course sur piste présentant des obstacles, des sauts et des virages serrés. Similaire au motocross, elle est devenue très populaire. La plus importante course de snocross a lieu pendant les X Games.

#### Motoneige freeride et freestyle
Des compétitions de motoneige hors-circuit (freeride) et de sauts sur tremplin (freestyle) sont également organisées, en particulier dans le cadre des X Games d'hiver.

#### Autres
Il existe aussi des courses hors saison sur d'autres types de terrains, notamment gazon et asphalte, ainsi que des compétitions de sauts d'obstacles. On note également des compétitions de distance sur plan d'eau avec une prise d'élan initiale sur la terre ferme ; les motoneiges sont équipées d'un réservoir étanche, avec un moteur très puissant et une suspension spéciale. Cette discipline est communément appelée watercross (ou water-cross). Toutes ces compétitions relèvent davantage du spectacle que du sport mais restent néanmoins très populaires.
Un des plus grands rassemblements de ce genre est celui du Hay Days de Minneapolis, dans le Minnesota avec ses courses d'accélération sur gazon. La compétition Wisconsin Snowmobile Watercross & Summerfest de Granstburg (Wisconsin), qui met en vedette des professionnels et des semi-professionnels dans des courses de cross et d'accélération sur lac, est une épreuve avec remise de prix.

#### Temple de la renommée (Hall of Fame)
On trouve plusieurs musées consacrés à la motoneige dont l'un axé sur le sport. Il s'agit du Snowmobile Hall of Fame and Museum (Temple de la renommée des courses de motoneige) de Saint-Germain au Wisconsin. On y trouve une collection de machines de course et autres objets de collection liés à ce sport, avec une galerie de photos de champions, dont Gilles Villeneuve qui deviendra un célèbre coureur de Formule 1.

### Motoneige dans les arts
Plusieurs films ont utilisé des motoneiges dans des scènes d'action, citons :
- Les films de James Bond :
  - Meurs un autre jour où on retrouve un Ski-Doo MX Z-REV[60] ;
  - Dangereusement vôtre où il enfourche une motoneige lors du pré-générique ;
  - Rien que pour vos yeux dans une poursuite à Cortina d'Ampezzo ;
- 58 minutes pour vivre, de la série Die Hard, avec Bruce Willis ;
- Le film québécois Gina de Denys Arcand.
- Le film Contre-attaque de Jackie Chan où ce dernier est poursuivi en planche à neige et en motoneige en Ukraine ;
- Le film Babylon A.D. de Mathieu Kassovitz.
- Séries de films d'enthousiastes du hors-piste :
  - Turnagain Hardcore[61] ;
  - Slednecks[62].

On retrouve la motoneige dans des jeux vidéo dont :
- Arctic Thunder : jeu sur PlayStation 2 (2001)[63] et Xbox (2002)[64] ;
- Call of Duty: Modern Warfare 2 ;
- ESPN Winter X Games Snocross : jeu sur PlayStation 2 et Xbox (2002)[65] ;
- Polaris SnoCross : un jeu sur Nintendo 64 (2000)[66] ;
- Ski-Doo: X-Team Racing : un jeu sur PC (2001)[67] ;
- Sled Storm : un jeu sur PlayStation (1999) de course en motoneige[68] ;
- Sled Storm : un jeu sur PlayStation 2 (2002) de course en motoneige (suite du précédent jeu)[68] ;
- SnoCross Championship Racing : jeu sur PlayStation, Dreamcast et PC (SnoCross Extreme) (2001)[69] ;
- Snow Cross : sur PC (2001)[70] ;
- SnoCross 2 : jeu sur PlayStation 2 (2005 et en France 2007) et Xbox (2006, inédit en France)[71] ;
- Tomb Raider II : jeu sur PC (1997) ;
- Whiteout : jeu sur PC, Xbox et PlayStation 2 (2002 aux États-Unis et 2003 en France pour la version PlayStation 2)[72].
- 007: Nightfire

### Jouets et autres miniatures
Il existe diverses miniatures utilisant la motoneige comme thème, par exemple :
- divers trophées liés aux courses de motoneiges ;
- la compagnie française de jeux de construction Meccano fabrique un ensemble qui permet de monter un scooter des neiges jouet à l'aide de pièces et de boulons[73] ;
- la compagnie Lego offre un ensemble similaire à monter avec des pièces détachées[74] ;
- des modèles miniatures de motoneiges de production et qui sont des jouets téléguidés[75].

## Inconvénients

### Pollution

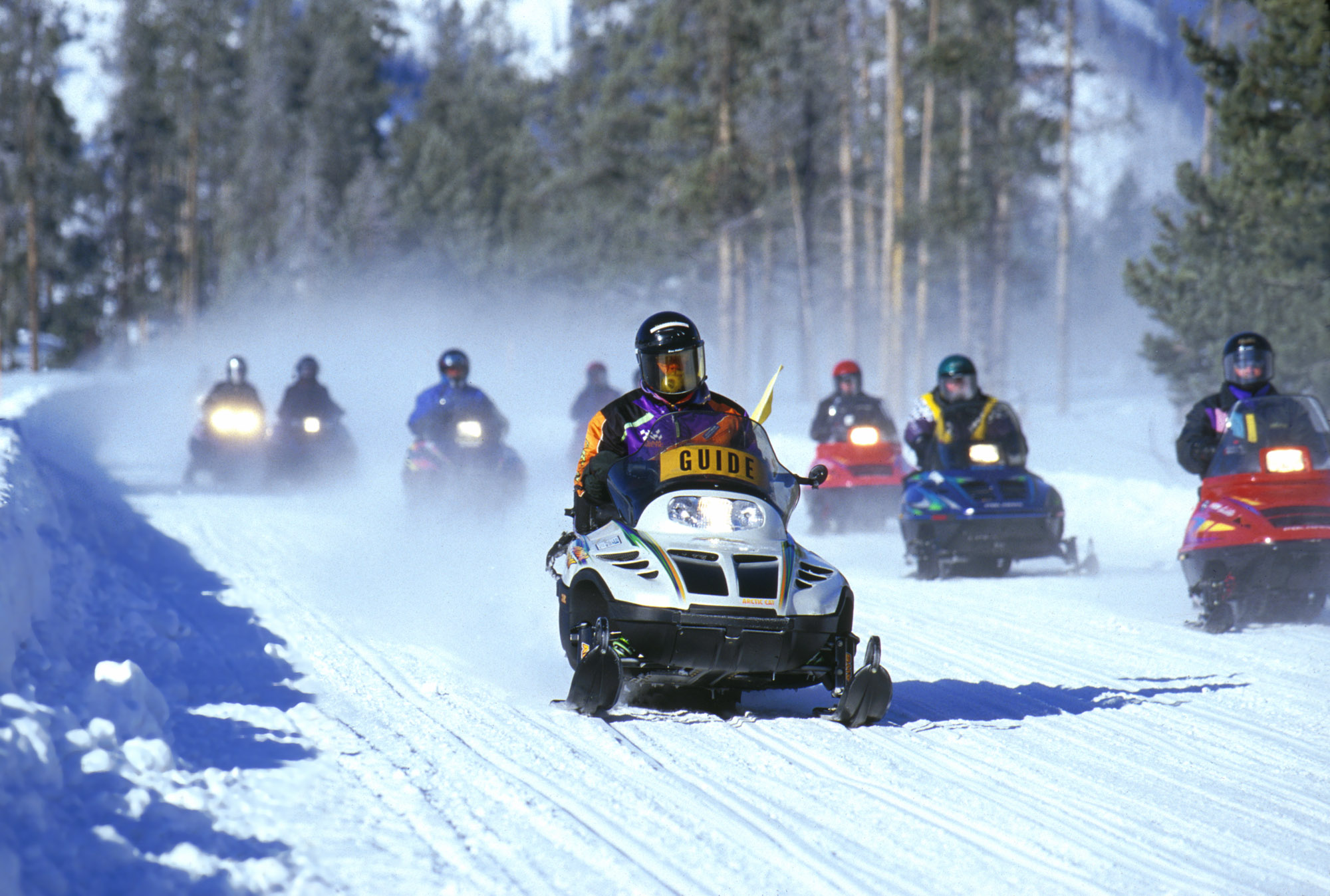
Randonnée de groupe : bruit et pollution.

Comme tout véhicule automobile à combustion interne, la motoneige rejette dans l'atmosphère des gaz qui augmentent la pollution qui importune en premier lieu les motoneigistes lors des sorties en groupe et comme pour la motocyclette, son niveau sonore peut être important.

#### Pollution par les gaz d'échappement
Les moteurs à deux temps, qui consomment aussi de l'huile, sont particulièrement polluants. En 2003, Bombardier (BRP) a introduit les moteurs deux temps à injection semi-directe (SDI) dans le carter (les 2-temps n'ont pas de soupapes, le mélange combustible est aspiré dans le carter lorsque le piston monte et est refoulé par les orifices prévus lorsque le piston redescend). En 2009, Bombardier a introduit le moteur 2-temps à injection directe qui rivalise avec le moteur 4-temps au niveau pollution et demeure le seul fabricant (en 2022) à les produire. Les 2-temps plus légers dominent toujours dans les motoneiges de montagne. Le moteur à deux temps est progressivement remplacé par celui à quatre temps plus efficace, moins bruyant et surtout, beaucoup plus durable.

#### Pollution par le bruit
Les motoneiges actuelles sont à 90 % plus silencieuses que celles des années 1960. La réglementation fixe désormais le niveau sonore à 78 décibels à 20 mètres du passage d'une motoneige. Malgré ces efforts, les nuisances sonores ont encore des effets cumulatifs chez les utilisateurs et répétitifs chez les riverains des pistes.

#### Pollution environnementale
Les scientifiques ont averti des dommages causés par le tassement de la neige : l'imperméabilisation de la couche de surface qui crée des problèmes de ruissellement lors des pluies hivernales, la conductivité thermique plus importante qui augmente la profondeur du gel sur les pistes et l'érosion printanière. Les effets sur les animaux sont plus difficiles à évaluer. Les études sont contradictoires sur ce sujet : certains animaux se tiennent loin des sentiers, fuyant le bruit, quand d'autres les utilisent pour leurs déplacements.
Face à cette problématique, les gouvernements tardent à réagir face au lobby des utilisateurs et des producteurs de motoneiges. Par exemple, le gouvernement canadien n'a légiféré qu'en janvier 2005 afin de diminuer les émissions polluantes. Des chercheurs indépendants se penchent sur le problème qui mobilise aussi les étudiants de l'École Polytechnique de l'Université de Montréal qui ont soumis un projet de quasiturbine pour améliorer les performances de la motoneige ainsi que ceux de l'École de technologie supérieure (ÉTS) de l'Université du Québec qui travaillent depuis 2003 à rendre les motoneiges conventionnelles deux temps plus écologiques (injection directe et utilisation d'éthanol E85), afin de participer au Clean Snow Mobile Challenge. La Fédération des clubs de motoneigistes du Québec est partenaire de l'ÉTS et suit de près les essais des futurs ingénieurs, en particulier sur l'utilisation de l’éthanol cellulosique fabriqué à partir des rebuts forestiers et agricoles, évitant ainsi l'utilisation de céréales nécessaires à l’alimentation. À l'automne 2022, les premières motoneiges électriques sont produites par Taiga Motors en faible quantité.

### Comportements irrespectueux

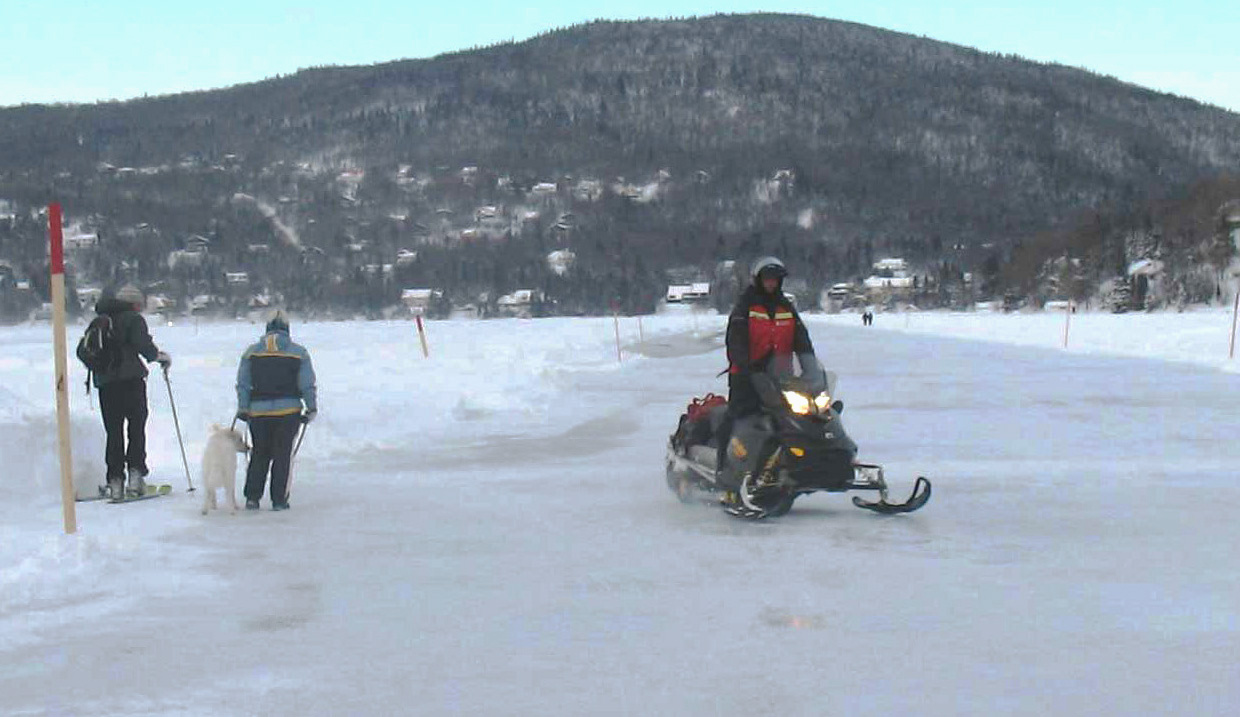
Motoneigiste en infraction sur une patinoire et promenade publique sur un lac au Québec.

Certains adeptes ont des comportements peu respectueux des autres utilisateurs et de la propriété des riverains des pistes : vitesse excessive, randonnée hors-sentiers qui endommage la végétation et comportement agressif. Excédés par ces comportements, certains résidents ont pris des mesures pour faire cesser l'activité sur les sentiers dépendant de leur secteur et pour faire interdire la motoneige dans les parcs de conservation. En 2004, des propriétaires en bordure du sentier qui passe dans la région des Laurentides, au nord de Montréal, ont obtenu un arrêt de cour afin d'interdire l'accès aux motoneiges. Dans une intervention inédite, le gouvernement du Québec a promulgué une loi spéciale pour redonner temporairement accès au sentier aux motoneigistes afin de ne pas perturber une activité économique importante dans la région et dans le reste du Québec.

### Accidents

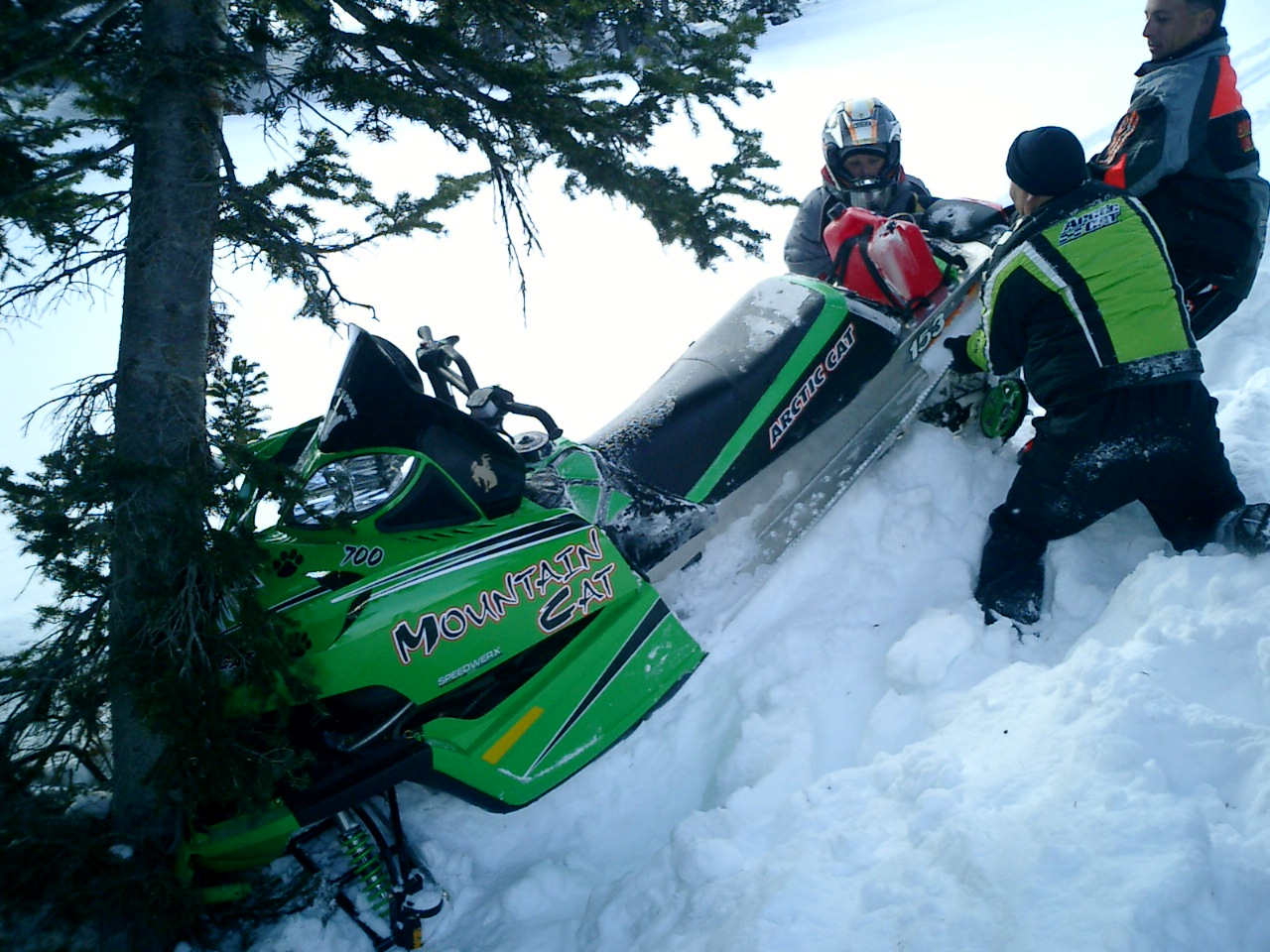
Une motoneige M7 endommagée après une perte de contrôle.

Comme pour l'automobile, chaque année amène son lot d'accidents mortels, surtout lors de collisions avec d'autres motoneiges ou avec des arbres. On peut citer le cas du Minnesota, où chaque année, environ dix personnes décèdent dans ce type d'accident dont le facteur aggravant reste l'alcool. Par ailleurs, certains motoneigistes ont tendance à croire que le fait d'être en congé et hors de la route les dispensent de respecter l'éthique. En Saskatchewan, sur 25 décès relevés entre 1995 et 1999, 21 étaient liés à l'alcool.
Les motoneigistes qui pratiquent le hors-piste sont souvent impliqués dans des accidents. On recense également des cas de noyade parmi les conducteurs. En effet, les sentiers passent parfois sur des lacs ou des cours d'eau gelés. Malgré le travail des bénévoles des clubs de motoneigistes pour baliser les sentiers et signaler les secteurs dangereux, des motoneigistes s'aventurent dans des zones où l'épaisseur de la glace n'est pas suffisante pour supporter le poids des engins, notamment en période de redoux.
La « tolérance zéro » vis-à-vis de la consommation d’alcool et le respect des limitations de vitesse (par exemple 70 km/h en sentier, sauf zone résidentielle à 30 km/h en général) sont primordiaux pour garantir la sécurité à motoneige. La connaissance des signaux de la main est également très importante pour avertir les autres motoneigistes des obstacles sur la piste ou des manœuvres à effectuer.

## Règlementation
Les règles régissant l'utilisation des motoneiges ont évolué avec la multiplication de ces véhicules, au gré des juridictions. Au Canada et aux États-Unis, les règles routières sont du ressort des provinces et des États, ce qui crée une disparité entre régions. En Scandinavie, chaque pays a sa réglementation. Les juridictions plus densément peuplées, où les motoneigistes doivent circuler plus fréquemment sur des propriétés privées et traverser le réseau routier, élaborent des règlements plus restrictifs, comme au Québec (Canada).
Les règles s'appliquent à tous les sentiers publics et des policiers sont chargés de les faire respecter comme sur la route. Elles portent sur l'âge, l'immatriculation, les droits payés pour l'utilisation des sentiers, les assurances, les limitations de vitesse et les accessoires de sécurité. En général, dans l'est du continent nord-américain et autour du Midwest, il faut avoir au moins 14 ans pour conduire une motoneige et suivre un cours pour obtenir le permis mais certaines juridictions exigent l'âge minimum de 16 ans,. Il est également obligatoire d'être assuré contre la collision et pour la responsabilité civile et porter un casque. Des droits d'accès aux pistes sont inclus ou non dans l'immatriculation,.
Dans le Nord canadien comme au Yukon, il n'y a pas d'âge minimum pour la conduite, pas de permis, pas d'immatriculation, pas d'assurances ou de port obligatoire du casque car on considère la motoneige comme un moyen de transport incontournable dans ces zones éloignées. Dans l'ouest du continent nord-américain, les règles se situent entre ces deux extrêmes, selon l'usage qui est fait de la motoneige et une mentalité libertaire assez largement répandue,.
En France, la pratique pour les loisirs est autorisée sur des sentiers balisés dans les stations de sport d'hiver sur le domaine skiable, une fois les pistes fermées. L'activité se pratique à partir de 12 ans en tant que passager et à partir de 18 ans en tant que pilote. Toute autre utilisation, en particulier sur la voie publique, est interdite sauf en cas de force majeure : tempête de neige qui coupe les accès routiers, usage utilitaire sur un domaine skiable et les lieux autorisés pour des compétitions sportives sur neige.

#### Liens explicatifs
- « La motoneige de Bombardier », Les archives de Radio-Canada, Société Radio-Canada (version du 17 février 2017 sur Internet Archive)
- « Musée Joseph-Armand Bombardier » (consulté le 29 avril 2007)

#### Associations
- (fr + en) « Conseil canadien des organismes de motoneige (CCOM) » (consulté le 16 septembre 2022).
- « Fédération des clubs de motoneigistes du Québec (FCMQ) » (consulté le 16 septembre 2022).
- (en) « American Council of Snowmobile Associations (ACSA) » (consulté le 16 septembre 2022).
- (en) « International Snowmobile Manufacturers Association » (consulté le 16 septembre 2022).
- (sv) « SNOFED (Association suédoise de motoneige) » (consulté le 16 septembre 2022).